# 인민법정

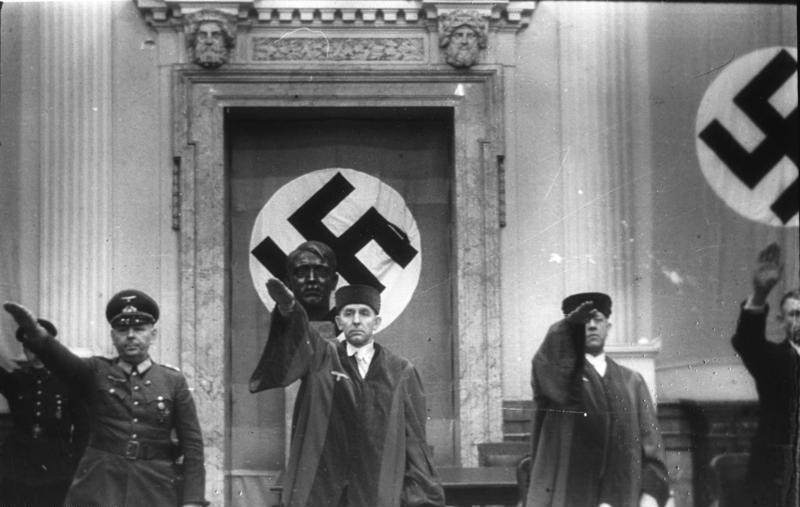
7월 20일 음모 음모자들에 대한 재판 당시 인민법정. 왼쪽부터 순서대로 헤르만 라이네케 보병대장, 법원장 롤란트 프라이슬러 박사, 국가검찰관 에른스트 라우츠.

인민법정(독일어: Volksgerichtshof)은 나치 독일에서 법률의 합헌적 적용범위 밖에 세워진 특별법정 중 하나이다. 재판소 청사는 원래 베를린의 프로이센 귀족원 건물을 쓰다가 이후 왕립 빌헬름 김나지움으로 옮겼다.
국가의회 의사당 화재 사건 당시 피고인들 중 한 명이 무혐의 석방된 것에 불만을 가지고 있던 아돌프 히틀러는 정권을 잡은 뒤인 1934년 인민법정을 신설했다. 인민법정은 암시장, 태업, 패배주의, 반역죄 등 광범한 "정치적 공격행위"를 다루는 재판소였다. 인민법정에서는 이러한 행위들을 방위력 붕괴(Wehrkraftzersetzung)행위라고 보고 엄혹하게 다스렸다.
인민법정은 법원장 롤란트 프라이슬러의 지도 아래 1944년 7월 20일 음모를 비롯한 수많은 사건들에 사형 선고를 남발했다. 사형수들은 대부분 베를린의 플뢰첸제 교도소에서 처형되었다. 인민법정의 재판은 여론조작용 공개재판인 경우가 많았으며, 백장미단 사건 이후 조피 숄과 한스 숄 남매에 대한 재판이 그러한 사례로 유명하다. 재판은 증거 제출도 없고 양측 주장 발언도 없이 1시간 이내로 끝났다. 재판관이 검사의 역할을 하면서 피고인을 꾸짖고 피고측 변호인의 이의를 듣지 않고 평결을 내리는 일도 잦았다. 인민법정에서 피고측 변호인은 대개 재판 내내 침묵을 지켰다.

## 같이 보기
- 사법살인